# Ella Greenslade
Ella Greenslade, född 8 april 1997, är en nyzeeländsk roddare.

## Karriär
Greenslade började med rodd 2012 när hon studerade vid St Margaret's College i Christchurch. Vid junior-VM 2015 i Rio de Janeiro slutade Greenslade på tredje plats i fyra utan styrman. Därefter slutade hon på fjärde plats i åtta med styrman vid U23-VM 2016 i Rotterdam och på nionde plats i fyra utan styrman vid U23-VM 2017 i Plovdiv. 
2018 tävlade Greenslade för första gången vid världscupen och tog silver i åtta med styrman i Ottensheim samt guld i Luzern. Under året tävlade hon även vid VM 2018 i Plovdiv, där det blev en sjunde plats i åtta med styrman. 2019 slutade Greenslade på fjärde plats i åtta med styrman vid världscupen i Poznań och tog guld i Rotterdam. Under året tog hon även guld i åtta med styrman vid VM 2019 i Ottensheim.
Vid olympiska sommarspelen 2020 i Tokyo, som arrangerades 2021, var Greenslade en del av Nya Zeelands lag som tog silver i åtta med styrman.